# 320541 Asiaa
320541 Asiaa este o planetă minoră (asteroid) din centura de asteroizi. A fost descoperită pe 7 ianuarie 2008 la Lulin Observatory⁠(d) de . 
Obiectul prezintă o orbită caracterizată de o semiaxă mare de 2,3896377928017 UAi, o excentricitate de 0,14635653383993, o înclinație de 6,4565081142101 ° în raport cu ecliptica.